# Anastasia Barîșnikova
Anastasia Barîșnikova (n. 19 decembrie 1990, Celiabinsk, RSFS Rusă, URSS) este o sportivă ce a reprezentat Rusia, medaliată olimpică. A participat la două ediții ale Jocurilor Olimpice (2012, 2016) în care a câștigat o medalie de bronz.